# Scaptonyx fusicaudus
El topo cola larga (Scaptonyx fusicaudus) es una especie de musaraña de la familia Talpidae. Es la única especie del género Scaptonyx.

## Distribución geográfica
Se encuentra en China y Birmania.